# Патерий Брешианский
Патерий (лат. Paterius; умер не позднее 604) — епископ Брешиа до 604 года (?); святой, почитаемый в Католической церкви (день памяти — 21 февраля).

## Биография
В списках глав Брешианской епархии святой Патерий упоминается как преемник Павла III и предшественник Анастасия. Хотя в трудах историков Позднего Средневековья и Нового времени приводятся точные даты его нахождения на епископской кафедре (упоминаются различные даты от 604 до 642 года включительно), они не подтверждаются свидетельствами более ранних исторических источников. Скорее всего, Патерий должен был управлять епархией очень непродолжительное время в самом начале VII века, так как известно, что его преемник Анастасий стал епископом в городе Брешиа в 604 году с согласия папы римского Григория I Великого.
Достоверных сведений о жизни Патерия не сохранилось. В церковных преданиях сообщается, что он был бенедиктинцем, учеником Григория I Великого, в курии которого затем служил нотарием. Патерию приписывается составление «Liber testimoniorum veteris testamenti», сборника трудов этого папы римского, но это маловероятно.
Епископ Патерий был похоронен в церкви. Затем его мощи несколько раз переносились. Наиболее торжественная церемония состоялась 25 февраля 1479 года, когда реликвии святого Патерия были перевезены из церкви Сант-Эуфемиа-делла-Фонте в церковь Святой Афры. Сделанная по этому случаю мраморная рака теперь выставлена в музее Санта-Джулия в Брешиа.
Также как и все главы Брешианской епархии III—VII веков от Анатолия до Деусдедита, ещё в средневековье Патерий был причислен к местночтимым святым. Первые достоверные свидетельства о существовании культа этого епископа в Брешиа относятся к XI веку, а уже в XII веке его почитали и в других итальянских епархиях (например, в Неаполитанской архиепархии). В честь святого Патерия были освящены несколько церквей. Имя Патерия внесено в «Римский мартиролог», в котором днём его памяти названо 21 февраля. В Брешианской епархии святой Патерий поминается также и 25 февраля (в день перенесения мощей), а в Неаполитанской архиепархии — 17 марта.